# Fort Gaines
Fort Gaines è una città degli Stati Uniti d'America, situata in Georgia, nella Contea di Clay, della quale è il capoluogo.